# Stearinska kiselina
Stearinska kiselina je zasićena masna kiselina sa 18 ugljenika dugim lancom i IUPAC imenom oktadekanoinska kiselina. Ona je voskasta čvrsta materija, sa hemijskom formulom , ili . Njeno ime potiče od grč. στέαρ, ("stéar"; genitiv: "stéatos"), što znači loj. Soli i estri stearinske kiseline su stearati.

## Prehrambeni izvori
Stearinska kiselina se javlja u mnogim životinjskim i biljnim mastima i uljima, mada je zastupljenija u mastima životinjskog porekla. Značajan izuzetak su kakao maslac i ši maslac koji sadrže 28–45% stearinske kiseline.

## Reakcija
Stearinska kiselina podleže tipičnim reakcijama zasićenih karboksilnih kiselina, kao što su redukcija do stearil alkohola, i esterifikacija sa nizom alkohola.
Stearinska kiselina se koristi zajedno sa ricinusom za pripremu tekstilnih omekšivača. Oni se zagrevaju i mešaju sa kaustičnom potašom ili kaustičnom sodom.

## Literatura
- Susan Budavari, ур. (1989). [erck Index (11th изд.). Rahway, New Jersey: Merck & Co., Inc. стр. 8761. ISBN 9780911910285.

## Spoljašnje veze
- Архивирано на веб-сајту  (16. мај 2008)